# Magali Ripoll
Pour les articles homonymes, voir Ripoll (homonymie).
Magali Ripoll, née le 1er décembre 1978 au Creusot (Saône-et-Loire), est une musicienne, choriste, chanteuse, chroniqueuse de radio et comédienne française.
Elle est principalement connue pour son rôle de musicienne et de chanteuse au sein de l'émission N'oubliez pas les paroles ! sur France 2.

## Biographie

### Famille, enfance et jeunesse
Magali Ripoll est originaire de la Bourgogne et a grandi au sein d'une famille de musiciens à Saint-Raphaël,. Elle commence des cours de solfège à l'âge de cinq ans, puis découvre l'accordéon qu'elle apprend à manier et qui deviendra par la suite son instrument de prédilection,. La Varoise suit subséquemment une formation classique au piano. Elle remporte plusieurs concours de musique, puis fait ses premiers pas sur scène à l'adolescence en jouant de l'accordéon dans des bals et concerts de la Côte d'Azur en compagnie de son père à la batterie,. Elle crée un groupe de musique pendant ses années de lycée.

### Études et formation artistique
Après avoir décroché un baccalauréat, elle remporte un concours pour entrer au conservatoire de Nice mais préfère se diriger vers un orchestre à Angers qui lui permet d’accompagner Herbert Léonard ou Julie Pietri. Dans l'objectif de se perfectionner, Magali Ripoll décide ensuite de s'installer à Paris où elle suit des cours de théâtre, de danse et de chant, et réalise des stages de percussions et pratique des musiques latines.

### Carrière musicale
Prenant part à nombre d'auditions, elle engage des rencontres et se fait connaître dans le milieu de la musique,.
Tour à tour vocaliste ainsi qu'à l'accordéon et au clavier notamment, Magali Ripoll accompagne par la suite moult artistes en tournée tels que Line Renaud, Emmanuel Moire, Richard Gotainer, Nâdiya ou encore Lorie pour qui elle écrit une chanson intitulée Ange et démon et intégrée à l'album Rester la même,,,. À partir de 2011, elle accompagne Charles Aznavour dans ses tournées en France et dans le monde. Leur coopération se termine lorsque le chanteur décède en 2018, et Magali Ripoll décide alors d'arrêter les collaborations, déclarant ne plus pouvoir « accompagner aucun autre artiste »,.
Parallèlement à cela, elle rejoint en 2007 l’émission N'oubliez pas les paroles ! diffusée sur France 2 et animée par Nagui. Elle y occupe là aussi une double fonction de chanteuse en guidant les candidats sur certains titres, et d'instrumentiste en jouant principalement de l'accordéon et du clavier. Au fil des années, elle se démarque par son énergie, sa dérision et ses facéties, se constituant un personnage qui peut être qualifié de « clown musical », lui conférant une notoriété croissante appuyée par la diffusion quotidienne du programme à un horaire d'audiences élevées,.
En 2016, Magali Ripoll sort un album nommé L'amour des lamentations dont elle a écrit et composé la plupart des titres,. L'éclectisme de sa carrière est certain, puisque au cours de celle-ci la Parisienne est également passée par des troupes de comédiens, a enregistré des jingles pour la radio et France 2, et est intervenue en tant qu'interprète dans des spectacles Disney.
En 2017, elle monte sur la scène de l’Apollo Théâtre pour roder Radio Active, un seule en scène dans lequel elle reprend plusieurs dizaines de chansons du monde entier, joue la comédie, manie le piano et l'accordéon, et danse. Michel Jonasz prête sa voix au spectacle afin d'y incarner son père. Le succès en découlant permet à Magali Ripoll d'interpréter Radio Active en 2018 sur la scène du Splendid puis au Sentier des Halles. En 2019, elle décroche avec ce spectacle le prix du meilleur seul en scène du Festival d'Avignon, puis le joue dans des salles de la francophonie les années suivantes,,.

### Diversification
À partir de 2022, elle fait partie de la tournée N'oubliez pas les paroles se donne en spectacle, adaptation à la scène de l'émission télévisée, en étant notamment à son animation,,. Durant la même année est mise en ligne une web-série appelée Musical-cinoche qu'elle a co-écrite et co-produite.
Sa notoriété grandissante lui permet d'apparaître dans d'autres programmes du groupe France Télévisions, tels que Les Grosses Têtes, Fort Boyard, 100% logique ou encore Le grand concours des régions. Par ailleurs, elle tient une chronique dans l'émission de Sophie Davant Sophie & les copains sur Europe 1 à compter du mois de septembre 2023,. Cette dernière est arrêtée à l'été 2024.
Fin 2024, l'artiste est l'une des jurées du concours de La Meilleure Chorale de France diffusé sur France 3. Le 31 décembre 2024, elle coanime La Grande Soirée du 31 de Paris aux côtés de Stéphane Bern et Mohamed Bouhafsi.
Lors de l'été 2025, Magali Ripoll est coanimatrice du jeu télévisé Intervilles sur France 2, aux côtés de Nagui, Bruno Guillon, Yoann Riou, Valérie Bègue et Camille Cerf.

### Engagement
À partir de 2020, Magali Ripoll est la marraine de l'association Jugy Swingue. Elle est aussi marraine du festival Le Salagou en chanson 2022.

### Vie privée
En couple avec un musicien et guitariste prénommé Antoine, Magali Ripoll est la mère d'une fille, Chloé, née en 2012, et d'un garçon, Marius, né en 2018.